# Châtillon-en-Michaille
Châtillon-en-Michaille là một xã ở tỉnh Ain, vùng Auvergne-Rhône-Alpes thuộc miền đông nước Pháp. The commune merged with those of Ochiaz and Vouvray in 1973.